# Bowali
Bowali là một thị trấn thống kê (census town) của quận South Twentyfour Parganas thuộc bang Tây Bengal, Ấn Độ.

## Nhân khẩu
Theo điều tra dân số năm 2001 của Ấn Độ, Bowali có dân số 10.200 người. Phái nam chiếm 53% tổng số dân và phái nữ chiếm 47%. Bowali có tỷ lệ 76% biết đọc biết viết, cao hơn tỷ lệ trung bình toàn quốc là 59,5%: tỷ lệ cho phái nam là 83%, và tỷ lệ cho phái nữ là 69%. Tại Bowali, 9% dân số nhỏ hơn 6 tuổi.